# Aedes brevitibia
Aedes brevitibia é um espécie de mosquito do género Aedes, pertencente à família Culicidae.